# Laborcz Ferenc
Laborcz Ferenc (Budapest, 1908. április 14. – Budapest, 1971. november 30.) Munkácsy Mihály-díjas szobrász.

## Életrajza
Sokgyermekes, szegény sorú újpesti családban született. Édesapja vízimolnár, később postatiszt volt. Laborcz Ferenc faszobrásznak tanult, inaséveit a kispesti Fazekas Bútorgyárban töltötte, de 1934-től már az Iparművészeti Iskolán tanult, Simay Imre tanítványaként, ahol a díszítő-szobrász szakot végezte el. 1937-től a Képzőművészeti Főiskola hallgatója volt, Bory Jenő és Szőnyi István növendékeként, 1941-ben szerzett diplomát. 1942-ben Collegium Hungaricumba Római Díjat kapott, első kiállítását is itt a Collegium Hungaricumban rendezte meg, azonban a következő évben a háború miatt kénytelen volt hazatérni, Rákoshegyen telepedett le.

## Munkássága
- Részt vett az 1945. évi első nemzetközi kiállításon, amelyen Humusz című életnagyságú faszobrával a Művészeti Tanács szobrászati díját nyerte el.
- Anyaság című kétfigurás szobortervével részt vett a Közösségi művészet felé című kiállításon, a Műcsarnokban.
- 1955-ben Budapesten, a Fényes Adolf Teremben állították ki műveit.

Ez időtől a kezdve magyar művészek külföldön rendezett csaknem minden kiállításán szerepeltek szobrai: (Genf, Luzern, Zürich, 1955; Peking, 1955; Párizs, 1957; Antwerpen, 1958, 1967; Bukarest, 1958; Moszkva, 1958; Stockholm, Oslo, Helsinki, 1961; Hollandia, 1968; London, 1969).
Stílusa kezdetben a realizmushoz kötődött, majd a tiszta plasztikai megfogalmazást kereste.
1957-ben Munkácsy Mihály-díjjal tüntették ki.

## Ismertebb művei
- 1954: Békás lány c. kútszobra a XIV. ker. Kerepesi úti lakótelepen a Martos Flóra (ma Heltai Gáspár) általános iskola belső udvarán
- 1955: Mátrai Vénusz
- 1958: Egerben felállított Fazola Henrik
- 1958: Vegyészek c. domborműve, a debreceni Biogal Gyógyszergyár bejáratánál, valamint a budapesti Ferihegyi úti iskola Cantata Profanát idéző, kilenc szarvast ábrázoló relief kompozíciója

## Kiállításai
- 1961-ben Székesfehérvárott – Áron Lajossal,
- 1966-ban a Műcsarnokban,
- 1969-ben Debrecenben